# Mästare i kavaj
Begreppet mästare i kavaj är ett uttryck som används inom främst lagsporter för att beskriva när avgörandet till att bli vinnare av en turnering inte sker i en match där det slutsegrande laget deltar. Detta kan till exempel ske om det beror på utfallet av en match mellan andra lag som konkurrerar om titeln, alternativt vid walkover eller vid en behandling av en protest mot ett konkurrerande lag.
Termen användes bland annat då Sverige på detta sätt blev världsmästare i ishockey 1987 vid turneringen i Wien, i en tid då seriespel och inte utslagsmatcher tillämpades i slutspelet.

### Fotnoter
1. ↑  ”Vi skulle ju spela om silvret” (på svenska). Svenska dagbladet. 11 maj 2017. https://www.svd.se/sandstrom-vi-skulle-ju-spela-om-silvret. Läst 30 december 2018.